# Histoire constitutionnelle de l'Iran

Histoire constitutionnelle de l'Iran (en persan : تاریخ مشروطة ایران, Tārikh-e Mashrute Irān) est un ouvrage écrit par l'historien iranien Ahmad Kasravi au sujet de la révolution constitutionnelle iranienne. Le livre décrit la révolution qui a eu lieu entre 1905 à 1911 en Iran.
Le livre a été écrit en 1940 en langue persane. En 2006, la version anglaise, par l'universitaire américain Evan Siegel, de la première partie de cet ouvrage a été publiée.